# Daniel González Güiza
Daniel González Güiza (Jerez de la Frontera, 17 augustus 1980) is een Spaans voetballer die bij voorkeur als aanvaller speelt. Hij verruilde Cádiz op 10 juli 2017 voor Atlético Sanluqueño.

## Clubvoetbal
Güiza begon zijn loopbaan als voetballer in het seizoen 1998/99 bij Xerez. In 1999 werd hij gecontracteerd door RCD Mallorca dat de aanvaller voor het seizoen 1999/00 verhuurde aan Dos Hermanas. Vervolgens behoorde Güiza twee seizoenen bij de selectie van RCD Mallorca, maar hij speelde slechts zes competitiewedstrijden in deze periode. Ook na zijn vertrek naar Recreativo Huelva in 2002 kwam de aanvaller nauwelijks tot spelen met slechts vier optredens in de Primera División namens El Decano in het seizoen 2002/03. Güiza deed een stap terug en hij tekende bij Ciudad de Murcia uit de Segunda División A. Daar werd hij een vaste waarde en scoorde hij regelmatig. Een transfer naar Getafe volgde in 2005. Güiza was in het seizoen 2006/07 een van de bepaalde spelers in het elftal van Bernd Schuster dat de finale van de Copa del Rey haalde en zich ondanks het verlies tegen Sevilla zo plaatste voor de UEFA Cup. De deelname aan dit Europese toernooi van Getafe maakte Güiza niet mee. De voorzitter van Getafe wilde profiteren van de goede vorm van Güiza door hem te verkopen. Een vertrek naar RCD Mallorca volgde hierdoor in 2007. Bij RCD Mallorca werd hij in 2007/2008 topscorer van de Primera División met 27 doelpunten.
Op 8 juli 2008 werd bekend dat Güiza voor een bedrag van zeventien miljoen euro vertrok naar het Turkse Fenerbahçe. Hij volgde hiermee Luis Aragonés, de trainer met wie Güiza Europees kampioen werd in 2008. Güiza scoorde een hattrick in de UEFA Europa League tegen het Hongaarse Budapest Honvéd op 30 juli 2009.
In 2011 verkaste Güiza opnieuw naar Getafe, waar hij zijn oude vorm niet kon terugvinden; hij maakte slechts drie doelpunten. Hij werd na een seizoen verhuurd aan Johor Darul Ta'zim, een club uit Maleisië. In 2013 vertrok hij naar Cerro Porteño, een club uit Paraguay.
In augustus 2015 keerde Güiza terug naar zijn geboortegrond Andalusië en tekende bij Cádiz. Zijn komst trok de woede van fans, vanwege minachtende opmerkingen die hij tien jaar geleden over de club had gemaakt toen hij voor lokale rivalen Xerez speelde. Op 26 juni 2016 scoorde Güiza het enige doelpunt tegen Hércules in de tweede wedstrijd van de play-off-finale (2–0 totaal), waardoor de club na zes jaar terugkeerde naar de Segunda División A. Op 4 juli 2017 vertrok hij bij de club.
Amper een week na zijn vertrek bij Cádiz tekende Güiza een contract bij Atlético Sanluqueño.

## Clubstatistieken
| Seizoen | Club                | Land              | Competitie         | Competitie | Competitie | Competitie | Beker | Beker | Beker | Internationaal | Internationaal | Internationaal | Totaal | Totaal | Totaal |
| Seizoen | Club                | Land              | Competitie         | Wed.       | Dlp.       | Ass.       | Wed.  | Dlp.  | Ass.  | Wed.           | Dlp.           | Ass.           | Wed.   | Dlp.   | Ass.   |
| ------- | ------------------- | ----------------- | ------------------ | ---------- | ---------- | ---------- | ----- | ----- | ----- | -------------- | -------------- | -------------- | ------ | ------ | ------ |
| 1998/99 | Xerez               | Vlag van Spanje   | Segunda División B | 1          | 0          | 0          | 0     | 0     | 0     | —              | —              | —              | 1      | 0      | 0      |
| 1999/00 | RCD Mallorca        | Vlag van Spanje   | Primera División   | 1          | 0          | 0          | 0     | 0     | 0     | —              | —              | —              | 1      | 0      | 0      |
| 2000/01 | RCD Mallorca        | Vlag van Spanje   | Primera División   | 5          | 1          | 0          | 0     | 0     | 0     | 2              | 2              | 0              | 7      | 3      | 0      |
| 2001/02 | RCD Mallorca        | Vlag van Spanje   | Primera División   | 1          | 0          | 0          | 1     | 0     | 0     | —              | —              | —              | 2      | 0      | 0      |
| 2002/03 | Recreativo Huelva   | Vlag van Spanje   | Primera División   | 4          | 0          | 0          | 0     | 0     | 0     | —              | —              | —              | 4      | 0      | 0      |
| 2003/04 | Ciudad de Murcia    | Vlag van Spanje   | Segunda División   | 5          | 4          | 0          | 1     | 0     | 0     | —              | —              | —              | 6      | 4      | 0      |
| 2004/05 | Ciudad de Murcia    | Vlag van Spanje   | Segunda División   | 5          | 3          | 0          | 0     | 0     | 0     | —              | —              | —              | 5      | 3      | 0      |
| 2005/06 | Getafe              | Vlag van Spanje   | Primera División   | 32         | 9          | 0          | 0     | 0     | 0     | —              | —              | —              | 32     | 9      | 0      |
| 2006/07 | Getafe              | Vlag van Spanje   | Primera División   | 29         | 11         | 0          | 4     | 5     | 1     | —              | —              | —              | 33     | 16     | 1      |
| 2007/08 | RCD Mallorca        | Vlag van Spanje   | Primera División   | 37         | 27         | 7          | 3     | 2     | 1     | —              | —              | —              | 40     | 29     | 8      |
| 2008/09 | Fenerbahçe          | Vlag van Turkije  | Süper Lig          | 32         | 11         | 5          | 8     | 2     | 4     | 10             | 3              | 3              | 50     | 16     | 12     |
| 2009/10 | Fenerbahçe          | Vlag van Turkije  | Süper Lig          | 27         | 11         | 5          | 7     | 4     | 3     | 10             | 3              | 1              | 44     | 18     | 9      |
| 2010/11 | Fenerbahçe          | Vlag van Turkije  | Süper Lig          | 3          | 1          | 0          | 1     | 0     | 0     | —              | —              | —              | 4      | 1      | 0      |
| 2011/12 | Getafe              | Vlag van Spanje   | Primera División   | 32         | 3          | 1          | 2     | 0     | 0     | —              | —              | —              | 34     | 3      | 1      |
| 2014    | Cerro Porteño       | Vlag van Paraguay | Liga Paraguaya     | 0          | 0          | 0          | 0     | 0     | 0     | 11             | 5              | 0              | 11     | 5      | 0      |
| 2015    | Cerro Porteño       | Vlag van Paraguay | Liga Paraguaya     | 0          | 0          | 0          | 0     | 0     | 0     | 2              | 0              | 0              | 2      | 0      | 0      |
| 2015/16 | Cádiz               | Vlag van Spanje   | Segunda División B | 35         | 13         | 0          | 3     | 0     | 1     | —              | —              | —              | 38     | 13     | 1      |
| 2016/17 | Cádiz               | Vlag van Spanje   | Segunda División   | 12         | 2          | 2          | 2     | 1     | 0     | —              | —              | —              | 14     | 3      | 2      |
| 2017/18 | Atlético Sanluqueño | Vlag van Spanje   | Segunda División B | 2          | 0          | 0          | 0     | 0     | 0     | —              | —              | —              | 2      | 0      | 0      |
| 2018/19 | Atlético Sanluqueño | Vlag van Spanje   | Segunda División B | 37         | 7          | 0          | 0     | 0     | 0     | —              | —              | —              | 37     | 7      | 0      |
| 2019/20 | Atlético Sanluqueño | Vlag van Spanje   | Segunda División B | 21         | 0          | 0          | 0     | 0     | 0     | —              | —              | —              | 21     | 0      | 0      |
| 2020/21 | Atlético Sanluqueño | Vlag van Spanje   | Segunda División B | 13         | 1          | 0          | 0     | 0     | 0     | —              | —              | —              | 13     | 1      | 0      |
| 2021/22 | Atlético Sanluqueño | Vlag van Spanje   | Segunda División B | 11         | 1          | 1          | 0     | 0     | 0     | —              | —              | —              | 11     | 1      | 1      |
| TOTAAL  | TOTAAL              | TOTAAL            | TOTAAL             | 345        | 105        | 21         | 32    | 14    | 10    | 35             | 13             | 4              | 412    | 129    | 35     |

## Nationaal elftal
Op 21 november 2007 maakte Güiza zijn debuut in het Spaans nationaal elftal. In een wedstrijd tegen Noord-Ierland startte de aanvaller in de basis. Hij deed dit op voetbalschoenen van haaienleer, ter beschikking gesteld door het sportmerk Kelme.

## Erelijst
Fenerbahçe
- Süper Lig: 2010/11
- Türkiye Kupası: 2008/09

 Cerro Porteño
- Primera División: Clausura 2013

 Spanje
- UEFA EK: 2008

Individueel
- Trofeo Pichichi: 2007/08
- Trofeo Zarra: 2007/08